# Per Alfving
Per Alfving, född 10 november 1697 i Östra Eds församling, Östergötlands län, död 11 december 1749 i Skällviks församling, Östergötlands län, var en svensk präst.

## Biografi
Per Alfving föddes 1697 i Östra Eds församling. Han var son till kyrkoherden Canutus Alfving och Rebecca Abrahamsdotter Gelsenius i Björkebergs församling. Alfving blev höstterminen 1720 student vid Lunds universitet och prästvigdes 8 januari 1724. Han blev 1734 komminister i Kärna församling och 1744 kyrkoherde i Skällviks församling. Alfving avled 1749 i Skällviks församling.

### Familj
Alfving gifte sig 2 december 1736 i Östra Ryds församling med Gertrud Maria Rydelius (1706–1785). Hon var dotter till kyrkoherden Petrus Rydelius och Anna Elisabeth Aschanius i Östra Ryds församling. Gertrud Maria Rydelius var änka efter extra ordinarie prästmannen J. Hargelius. Alfving och Rydelius fick tillsammans barnen Petrus Johannes Alfving (född 1740), Anna Rebecca Alfving (född 1742) som var gift med apotekaren Jacob Forselius i Söderköping och Carl Gustaf Alfving (född 1750).